# 洪雯
洪雯（英語：Wendy Hong Wen，1975年2月15日—），「港漂」人士，現任香港立法會議員（選舉委員會）及新世界發展有限公司研究主管，貴州省政協港澳台僑與外事委員會副主任，曾任基本法推廣督導委員、全國港澳研究會會員、香港特區政府中央政策組高級研究主任。2021年，洪雯報名參選2021年香港立法會選舉。2022年1月，她因出席洪為民生日宴而被送到竹篙灣檢疫中心隔離21天。
她是自1998年香港第一屆立法會選舉以來，首位出生於中國西南地區（貴州省）的議員。

## 政治立場
她認為在選舉改革前的立法會主要是做鬥爭的，而新制度有助集中精力去解決深層次矛盾。她表示她雖然是「港漂」，但依然會為了香港的整體利益發聲。

## 政策倡議
她倡議構建中間大兩頭小、以中產為主體的「橄欖型社會」，從「安居」和「樂業」兩方面大力推動向上的階層流動。 她認為政府不應將大部分資源投放於興建公屋，而應盡力提供充足的、能往上走的「房屋階梯」，推動夾心階層和青年向上流動，助其「安居」；她同時認為香港應利用自身的金融優勢，去推動本地產業結構的多元化和實體化，創造多元的中產就業，提供能持續上流的「就業階梯」，讓各階層「樂業」，讓每個社會成員都看到拾級而上的希望。

## 著作
出版書籍包括：
- 《重塑階層流動——從「兩個香港」到「橄欖型社會」》，商務印書館，2025年7月
- 《兩個香港的彌合之路》，商務印書館，2021年7月[11]
- 《新基建 新紅利 新機遇》（合著），西南財經大學出版社，2020年11月
- 《一帶一路下的粵港澳大灣區藍圖》（合著），西南財經大學出版社，2019年6月
- Building Energy Efficiency: Why Green Buildings Are Key to Asia’s Future (lead author), Inkstone Books, Oct 2007